# Buzz! Świat quizów
Buzz! Świat quizów – gra wydana w październiku 2009 na konsolę PlayStation 3. W Polsce ukazała się w polskiej wersji językowej 4 listopada 2009. W rolę prowadzącego wcielił się Jarosław Boberek, a w rolę narratora - Dariusz Odija.

## Zasady gry
Wszystkie gry z serii Buzz! pozwalają graczowi wcielić się w rolę uczestnika teleturnieju, w którym ma za zadanie odpowiadać na pytania sprawdzające jego wiedzę z różnych zakresów. Do obsługi gry potrzebne są specjalne urządzenia sterujące, buzzery, zastępujące standardowy pad do PS3. Kontroler zawiera 4 przyciski odpowiadające poszczególnym dostępnym odpowiedziom oraz przycisk Buzz służący do zatwierdzania wyboru w menu. Kontrolery są do kupienia w zestawach z grą. W grach serii, które ukazały się na konsolę PlayStation 2, buzzery były podłączane przewodem do konsoli. W wersjach wydanych na PlayStation 3 pojawiły się kontrolery bezprzewodowe. Na jednej konsoli lub przez sieć w grze może równocześnie brać udział do 8 graczy.

## Nowości w stosunku do poprzednich wersji
W "Buzz! Świat quizów" dostępna jest baza ok. 5000 nowych pytań. Po raz pierwszy w serii prowadzący, przy wskazywaniu postaci, zwraca się do niej po imieniu.